# OPNsense
OPNSense é um firewall de licença BSD baseado no FreeBSD e desenvolvido pela Decisio, uma empresa da Holanda que constrói hardware e vende pacotes do OPNsense embarcado. Ele é um fork do pfSense, e este também é do m0n0wall, e todos estes são baseados no FreeBSD. Foi lançado em Janeiro de 2015. Quando o desenvolvimento do m0n0wall encerrou em Fevereiro de 2015 o seu criador, Manuel Kasper, indicou o OPNsense a sua comunidade de desenvolvedores.
O OPNsense possui uma interface web e pode ser usados em computadores nas plataformas i386 e x86-64. Além da funcionalidade principal que é a de firewall, ele também suporta traffic shaping, load balancing, vpn, captive portal, redes sem fio e outras funcionalidades que podem ser adicionadas através de plugins.
Em Novembro de 2017 a administração da World Intellectual Property Organization descobriu que a Netgate, dona da propriedade intelectual do pfSense, estava utilizando o domínio opnsense.com em má fé gerando descrédito ao projeto OPNsense, e foi obrigada a transferir os direitos deste domínio a Decisio. O time da Netgate tentou alegar fair use e que o domínio era utilizado como um "site de paródias"; Esta justificativa não foi aceita já que a liberdade de expressão não cobre atos de registro de domínios.